# Montée de sève

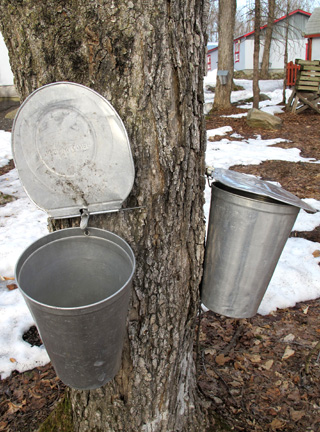
Récolte du sirop d'érable lors de la montée de sève au Québec.

La montée de sève est un phénomène qui touche les arbres et les arbustes à la fin de l'hiver et qui marque la fin de leur état de dormance. 

## Principe et fonctionnement
Lors de la sénescence des feuilles en automne, l'arbre accumule des réserves dans son tronc et ses racines sous forme de sucres complexes. Au printemps, ces réserves sont hydrolysées et transformées en sucres plus simples qui circuleront du tronc vers les bourgeons afin de redémarrer leur métabolisme, et de permettre aux feuilles miniatures qu'ils contiennent de s'épanouir (voir débourrement).
C'est le seul moment où de la sève sucrée remontera le long du tronc vers la périphérie de l'arbre. En effet, les vaisseaux dans lesquels cette sève circule serviront par la suite à véhiculer une sève brute ne contenant pas de sucre.
Ce phénomène est utilisé par l'homme dans la fabrication du sirop d'érable. Par des saignées dans le tronc, on prélève cette sève particulière au début du printemps.